# Баклунд (лунный кратер)
Кратер Баклунд (лат. Backlund) — крупный ударный кратер в экваториальной области обратной стороны Луны. Название дано в честь российского и шведского астронома Оскара Андреевича Баклунда (1846—1916) и утверждено Международным астрономическим союзом в 1970 г. Образование кратера относится к нектарскому периоду.

## Описание кратера

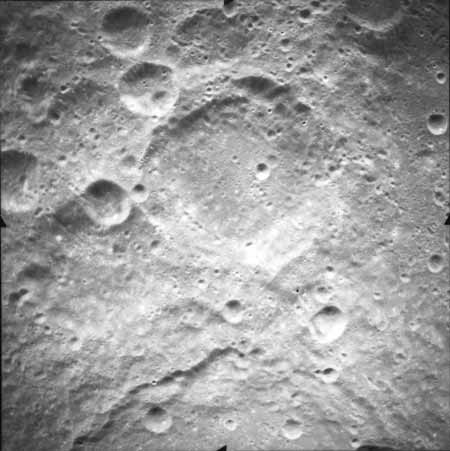
Снимок кратера с борта Аполлона-15 (север справа).

Ближайшими соседями кратера являются кратер Склодовская на западе-юго-западе; кратер Пастер на севере; кратер Гильберт на востоке-юго-востоке и кратер Ковальский на юге-юго-западе. Селенографические координаты центра кратера 16°13′ ю. ш. 103°21′ в. д. / 16,22° ю. ш. 103,35° в. д., диаметр 75,46 км, глубина 2,8 км.
Вал кратера сильно разрушен, особенно южная и северная части. Высота вала над окружающей местностью составляет 1320 м, объем кратера приблизительно 5105 км³.. Дно чаши кратера сравнительно ровное, отмечено множеством мелких кратеров, центральный пик отсутствует.
Во время планирования облета Луны Аполлоном-8 кратер Баклунд, который на тот момент не имел утверждённого названия, неофициально именовался кратер Андерс. Впоследствии это имя было присвоено совершенно другому кратеру.

## Сателлитные кратеры

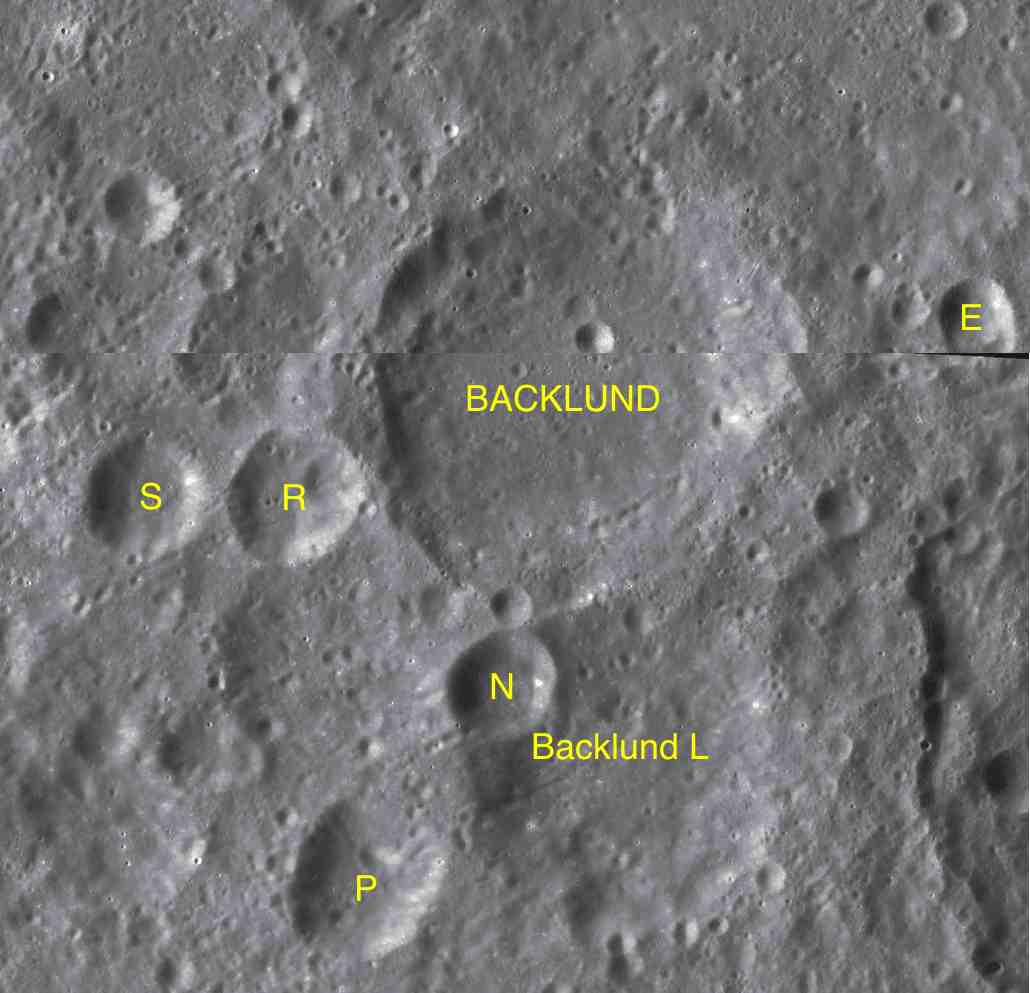
Фрагменты карт LAC-82, LAC-100.

| Баклунд | Координаты                                              | Диаметр, км |
| ------- | ------------------------------------------------------- | ----------- |
| E       | 15°48′ ю. ш. 105°34′ в. д. / 15,8° ю. ш. 105,57° в. д.  | 13,4        |
| L       | 18°22′ ю. ш. 103°49′ в. д. / 18,37° ю. ш. 103,82° в. д. | 57,2        |
| N       | 17°55′ ю. ш. 103°04′ в. д. / 17,91° ю. ш. 103,07° в. д. | 18,0        |
| P       | 19°01′ ю. ш. 102°19′ в. д. / 19,01° ю. ш. 102,31° в. д. | 26,2        |
| R       | 16°54′ ю. ш. 101°52′ в. д. / 16,9° ю. ш. 101,87° в. д.  | 23,0        |
| S       | 16°55′ ю. ш. 100°59′ в. д. / 16,92° ю. ш. 100,99° в. д. | 20,9        |